# Opercularella chilensis
Opercularella chilensis är en nässeldjursart som först beskrevs av Hartaub 1905.  Opercularella chilensis ingår i släktet Opercularella och familjen Campanulinidae. Inga underarter finns listade i Catalogue of Life.